# Campeonato Europeu de Futebol Feminino de 1995
O Campeonato Europeu de Futebol Feminino de 1995 foi a 6ª edição do Campeonato Europeu de Futebol Feminino.
A fase final foi disputada na Alemanha. A Alemanha venceu a competição contra a Suécia no último jogo.